# Samuel Sánchez
Samuel Sánchez González (født 5. februar 1978 i Oviedo, Spanien) er en tidligere professionel cykelrytter.
Samuel Sánchez blev professionel i 2000 med Euskaltel. Selv om han var den eneste ikke-basker på holdet, han er født i den spanske region Navarra, var han en stor helt blandt baskerne. Han har udmærket sig som en god endags-rytter i kuperet tærren og som en god etaperytter. Han har altid været en aggressiv og angrebsivrig rytter, med en god spurt og gode bjergben.
De største sejre er hans OL-guld i 2008, den prikkede bjergtrøje i Tour de France, en etapesejre i Tour de France, fem etapesejre i Vuelta a Espana, og hans tre etapesejre Baskerlandet Rundt.
Sánchez blev d. 17 august 2017 suspenderet pga. en positiv A-dopingprøve.

## Eksterne lnks
- Samuel Sánchez' opslag i Munzinger Sportsarchiv (tysk)
- Samuel Sánchez' profil på Olympics.com (engelsk)
- Samuel Sánchez' profil på Sports-Reference OL-resultater (arkiveret) (engelsk)
- Samuel Sánchez' profil på Olympedia (engelsk)
- Samuel Sánchez' profil hos UCI (engelsk)
- Samuel Sánchez' profil på CycleBase (engelsk)
- Samuel Sánchez' profil på Cykelsiderne
- Samuel Sánchez' profil på Cycling Quotient (engelsk)
- Samuel Sánchez' profil på ProCyclingStats (engelsk)
- Samuel Sánchez' profil på FirstCycling

| Cykling | Spire Denne biografi om en spansk cykelrytter er en spire som bør udbygges. Du er velkommen til at hjælpe Wikipedia ved at udvide den. |